# Панфёров, Фёдор Иванович
Фёдор Ива́нович Панфёров (псевдоним — Марк Солнцев; 20 сентября [2 октября] 1896, Павловка, Саратовская губерния — 10 сентября 1960[…], Москва) — советский писатель, один из руководителей РАПП, главный редактор журнала «Октябрь» (с 1931 года). Жена — писательница А. Д. Коптяева.

## Биография
Родился 20 сентября (2 октября) 1896 года в рабочем посёлке Павловка (ныне — районный центр в Ульяновской области) в семье крестьянина-бедняка. Рано, с 10 лет помогал пасти скот землякам, затем по работе переезжал в разные города Поволжья, служил «мальчиком» в частном магазине, был подсобным рабочим, учился в Вольской учительской семинарии (курса не окончил), был сотрудником редакции уездной газеты, уездного комитета ВКП(б), организовал сельхозкоммуну и работал в ней.
В 1923—25 годах учился в Саратовском университете. Первый рассказ «Перед рассветом» опубликован в 1918 году.
Входил в руководство РАПП. Автор пьес для крестьянских театров «Дети земли» (1920), «Пахом» (1923), «Мужики» (1924), «Бунт земли» (1926), «Развал» (1926), «Урод», «Стальной конь». Наибольшую известность получил как автор монументального романа «Бруски» (книги 1—4, 1928—1937). «Бруски» были подвергнуты в прессе резкой критике Максимом Горьким (статья «По поводу одной дискуссии», «Литературная газета», 1934, 28 января, № 9) и Михаилом Шолоховым («За честную работу писателя и критика», «Литературная газета», 1934, 18 марта, № 33). Небольшую критическую статью с оценкой сильных и слабых сторон части «Творчество», входящей в «Бруски», написал [[Андрей Платонов]).
В 1924—1931 годах Панфёров редактировал «Крестьянский журнал». Член ВКП(б) с 1926
С 1931 года — главный редактор журнала «Октябрь». Был снят с поста на 3 года в 1954—1956 годах — за публикацию критической рецензии П. П. Вершигоры (в материале Петра Вершигоры подчёркивался народный характер партизанского движения — в этом усмотрели умаление партийного руководства). П. П. Вершигора в 1954 году опубликовал в журнале «Октябрь» статью с критикой искажения исторической правды в первом томе академической «Истории Украинской ССР» (Киев, 1953). «Правда» назвала эту критику «очернением», «грубой ошибкой» и «безответственным выступлением», после чего редакторы «Октября» — Ф. И. Панферов и И. Г. Падерин — были освобождены от занимаемых должностей. (Правда. 1954. 18 апреля.)
Написал трилогию о Великой Отечественной войне и послевоенном строительстве «Борьба за мир» (1945—1947), «В стране поверженных» (1948), «Большое искусство» (1954). Развитие сельского хозяйства в послевоенные годы — в центре трилогии «Волга-матушка река» (романы «Удар» (1953), «Раздумье» (1958), «Во имя молодого» (1960)). Автобиографическая повесть «Родное прошлое» (1956).
Член ВКП(б) с 1926 года. Депутат ВС СССР 2—5 созывов с 1946 года. Умер 10 сентября 1960. Похоронен в Москве на Новодевичьем кладбище (участок № 8).

## Награды и премии
- Сталинская премия второй степени (1948) — за роман «Борьба за мир»[6]
- Сталинская премия третьей степени (1949) — за роман «В стране поверженных»[7]
- орден Отечественной войны II степени (31.5.1945)
- три ордена Трудового Красного Знамени (31.1.1939; 26.9.1946; 4.10.1956)
- орден Красной Звезды (23.9.1945) — в связи с выходом 10-тысячного номера «Правды»
- медали

## Память
Именем писателя названы:
- улица в Москве
- улица в Волгограде
- улица в Астрахани
- улица в Донецке (Донецкая область, Украина)
- многопалубный речной пассажирский теплоход дальнего следования проекта «Родина»
- Вольский педагогический колледж
- библиотека в Иваново (Брестская область, Республика Беларусь)
- библиотека в р. п. Павловка Ульяновской области
- В 1986 году Министерством связи СССР издан художественный маркированный конверт — «Советский писатель Ф. И. Панфёров».

## Архив
Фонд Федора Ивановича Панферова хранится в Российском государственном архиве литературы и искусства под номером 1128. Фонд считается крупным и содержит 1305 единиц хранения за 1918—1971 годы. В фонде содержатся рукописи романов: «Бруски», «Борьба за мир», «В стране поверженных», «Большое искусство» и многих других; выступления.
В фонде можно найти также письма Панферова, стенограммы обсуждений, материалы о работе в редакциях газет «Правда», «Крестьянская газета» и журнале «Октябрь», фотографии и воспоминания друзей.

## Сочинения
- Перед рассветом // Горнило (журнал). — 1918
- Сысуевская республика // Коммунистический путь (журнал). — 1919
- Солнцев М. Дети земли. — Вольск, 1920
- Град: Пьеса. — 1923
- Мужики. Пьеса. — М.-Л., 1924
- Береговая быль. — М., 1926
- Бунт земли: Драма. — М., 1926
- Огневцы. — М.-Л., 1926
- На реке Цне. — 1926
- От деревенских полей. — 1926
- В предутреннюю рань. — М., 1927
- Бруски: Роман в 4 книгах, 1928—1937 (экранизация — фильм «В поисках радости» (СССР, 1939 год)). — Книги 1 и 2 — М.: Московский рабочий, 1928 (издания с 1-го по 4-е); М.: Московский рабочий, 1929 (5-е и 6-е изд.); М.—Л.: Дешёвая библиотека Госиздата (два издания); Роман-газета. — 1929. — № 3/15; Книги 3 и 4 — Октябрь. — 1929. — № 7—12; 1930. — № 1—2; М.: Московский рабочий, 1930; Книга 3 под названием «Твёрдая поступь» опубликована в журнале «Октябрь», 1933, № 1-4
- Пахом: пьеса (1921)
- Дети земли: пьеса (1922)
- Мужики: пьеса (1924)
- Береговая пыль: книга очерков (1926)
- От деревенских полей: книга очерков (1926)
- На реке Цне: книга очерков (1926)
- Утро в Кобеловке: очерк // Крестьянский журнал. — 1926. — № 8
- В предутреннюю рань: книга очерков (1927)
- Огневцы: книга очерков (1927)
- План или авось?: статья // Крестьянский журнал. — 1927. — № 8
- Наплеватели: статья // Крестьянский журнал. — 1927. — № 10
- Путь крестьянского хозяйства: статья // Крестьянский журнал. — 1928. — № 1
- Две коммуны: статья // Крестьянский журнал. — 1928. — № 9-10
- Плотина. — М., 1928
- Почему в одной коммуне лучше, а в другой — хуже. — М., 1928—1930 (пять изданий)
- Развал: Пьеса. — М.—Л., 1928, 1930
- Городок в степи: очерк // Октябрь. — 1930. — № 5-6
- Почему плохо живётся в Якшинской коммуне? — М., 1931
- Трагедия одной коммуны: очерк // Октябрь. — 1931. — № 2
- Твёрдой поступью: очерк // Октябрь. — 1931. — № 6
- Деревенский театр: очерк // Литературная газета. — 1934. — 1 марта
- 30-й год: Пьеса. — М., 1935
- Советский хлеб: очерк // Правда. — 1937. — 29 авг.
- Жизнь: Пьеса. — М., 1940 (на основе романа «Бруски»; поставлена на сцене Малого академического театра)
- В поисках радости: киносценарий // Колхозные сценарии: Сб. — М., 1940
- Своими глазами. — М.: Правда, 1942
- Панферов Ф. Семья Корнеевых // Комсомольская правда. — Тип. газеты «Правда» имени Сталина, 1943. — 1 мая (№ 102 (5504)). — С. 3.
- Борьба за мир. Кн. 1. — 1945; Кн. 2. — 1948.
- В стране поверженных: Роман. — 1949
- Большое искусство: Роман. — М., 1954
- Богатырский размах. — М., 1956
- Родное прошлое. — М., 1957
- Раздумье. — М., 1958
- Сказания о Поволжье. — М., 1958
- О моральном облике советского человека. — М., 1960
- Волга-матушка река: роман. — М.: Гос. изд-во худ. лит, 1960.
- Выдь на Волгу… // Литературная газета. — 1957. — 29 окт.

### Собрания сочинений
- Собрание сочинений: В 6 томах / Примеч. Л. Вольпе. — М.: Гос. изд-во художественной литературы, 1958—1959. — 165 000 экз.
- Собрание сочинений: В 6 томах / Под ред. А. Коптяевой. — М.: Правда, 1986. — 750 000 экз.